# 白線條樂團
白線條樂團（英語：The White Stripes），美國另類搖滾雙人樂團，1997年由作曲人傑克·懷特（主唱、吉他和鍵盤樂器）和鼓手梅格·懷特（鼓，偶爾演唱）成立於密西根州底特律。白線條樂團在底特律樂壇發行數張單曲和三張專輯後，終於在2002年因車庫搖滾復興潮而廣受矚目，以成名作《白血球》和《大象》一舉獲得美國和英國媒體強烈關注。

## 外部連結
- 官方網站